# Campionati mondiali di tiro 1937
I campionati mondiali di tiro 1937 furono la trentunesima edizione dei campionati mondiali di questo sport e si disputarono a Helsinki. La nazione più medagliata fu la Finlandia.

## Risultati

### Uomini

#### Carabina
| Evento                      | Oro                                                                                            | Oro       | Argento                                                                                 | Argento   | Bronzo                                                                              | Bronzo    |
| Evento                      | Atleta                                                                                         | Risultato | Atleta                                                                                  | Risultato | Atleta                                                                              | Risultato |
| 50m 3 posizioni             | Jacques Mazoyer                                                                                | 1158      | Viljo Leskinen                                                                          | 1149      | Gustav Lokotar                                                                      | 1145      |
| 50m a terra                 | Johan-Albert Ravila                                                                            | 396       | David Carlson                                                                           | 396       | Eduard Seren                                                                        | 394       |
| 50m a terra a squadre       | Stati Uniti John B. Adams David Carlson William Schweitzer William Woodring Catherine Woodring | 1957      | Finlandia Seppo Halonen Tarmo Lausamo Viljo Leskinen Toivo Mänttäri Johan Ravila        | 1956      | Estonia Villem Jaanson Elmar Kivistik Ernst Rull Gustav Lokotar Eduard Seren        | 1951      |
| 50m in ginocchio            | Harald Kivioja                                                                                 | 385       | Jacques Mazoyer                                                                         | 385       | Ernst Tellenbach                                                                    | 385       |
| 50m in ginocchio a squadre  | Estonia Harald Kivioja Elmar Kivistik Gustav Lokotar August Liivik Ernst Rull                  | 1897      | Svizzera Marcio Ciocco Gustav Eichelberger Otto Horber Ernst Tellenbach Karl Zimmermann | 1883      | Francia Marcel Fitoussi Raymond Durand Marcel Bonin Lucien Génot Jacques Mazoyer    | 1882      |
| 50m in piedi                | Jacques Mazoyer                                                                                | 380       | Viljo Leskinen                                                                          | 379       | August Liivik                                                                       | 377       |
| 50m in piedi a squadre      | Estonia Vladimir Kukk Elmar Kivistik Gustav Lokotar August Liivik Ernst Rull                   | 1852      | Svizzera Emil Grünig Jacob Reich Otto Horber Albert Salzmann Karl Zimmermann            | 1840      | Finlandia Olavi Elo Kullervo Leskinen Viljo Leskinen Toivo Mänttäri Nisse Vasenius  | 1833      |
| 300m 3 posizioni            | Elmar Kivistik                                                                                 | 1124      | Olavi Elo                                                                               | 1121      | Gustav Lokotar                                                                      | 1113      |
| 300m 3 posizioni a squadre  | Estonia Elmar Kivistik Harald Kivioja Gustav Lokotar August Liivik Vladimir Kukk               | 5526      | Finlandia Kullervo Leskinen Olavi Elo Einari Oksa Viktor Miinalainen Nisse Vasenius     | 5481      | Svizzera Otto Horber Albert Salzmann Marcio Ciocco Emil Grünig Karl Zimmermann      | 5481      |
| 300m a terra                | Einari Oksa                                                                                    | 391       | Elmar Kivistik                                                                          | 390       | Olavi Elo                                                                           | 390       |
| 300m a terra a squadre      | Estonia Elmar Kivistik Harald Kivioja Gustav Lokotar August Liivik Vladimir Kukk               | 1918      | Finlandia Kullervo Leskinen Olavi Elo Einari Oksa Viktor Miinalainen Nisse Vasenius     | 1915      | Svezia Sven Dessle Kurt Johansson Olle Ericsson Tage Eriksson Bertil Rönnmark       | 1905      |
| 300m in ginocchio           | Elmar Kivistik                                                                                 | 381       | Kullervo Leskinen                                                                       | 380       | Bertil Rönnmark                                                                     | 377       |
| 300m in ginocchio a squadre | Estonia Elmar Kivistik Harald Kivioja Gustav Lokotar August Liivik Vladimir Kukk               | 1856      | Finlandia Kullervo Leskinen Olavi Elo Einari Oksa Viktor Miinalainen Nisse Vasenius     | 1843      | Svezia Sven Dessle Kurt Johansson Olle Ericsson Tage Eriksson Bertil Rönnmark       | 1833      |
| 300m in piedi               | Olavi Elo                                                                                      | 362       | Emil Grünig                                                                             | 357       | Elmar Kivistik                                                                      | 353       |
| 300m in piedi a squadre     | Estonia Elmar Kivistik Harald Kivioja Gustav Lokotar August Liivik Vladimir Kukk               | 1752      | Svizzera Otto Horber Albert Salzmann Marcio Ciocco Emil Grünig Karl Zimmermann          | 1751      | Finlandia Kullervo Leskinen Olavi Elo Einari Oksa Viktor Miinalainen Nisse Vasenius | 1735      |

#### Carabina militare
| Evento                      | Oro                                                                              | Oro       | Argento                                                                            | Argento   | Bronzo                                                                             | Bronzo    |
| Evento                      | Atleta                                                                           | Risultato | Atleta                                                                             | Risultato | Atleta                                                                             | Risultato |
| 300m 3 posizioni            | Olavi Elo                                                                        | 530       | Karl Zimmermann                                                                    | 528       | Lauri Kaarta                                                                       | 526       |
| 300m 3 posizioni a squadre  | Svizzera Otto Horber Albert Salzmann Marcio Ciocco Emil Grünig Karl Zimmermann   | 2586      | Finlandia Kullervo Leskinen Elis Ekman Lars Granbohm Lauri Kaarta Viljo Leskinen   | 2583      | Estonia Karl Jürgens Villem Jaanson Gustav Lokotar Heinrich Silber Leonhard Viljus | 2570      |
| 300m a terra                | Kalle Liuhala                                                                    | 188       | Elis Ekman                                                                         | 187       | Kullervo Leskinen                                                                  | 187       |
| 300m a terra a squadre      | Finlandia Kullervo Leskinen Elis Ekman Lars Granbohm Lauri Kaarta Viljo Leskinen | 916       | Svezia Olle Ericsson Kurt Johansson Bertil Rönnmark Einar Trang Björn Zachrisson   | 904       | Francia Marcel Bonin Raymond Durand Marcel Fitoussi Lucien Génot Jacques Mazoyer   | 903       |
| 300m in ginocchio           | Karl Zimmermann                                                                  | 185       | Emil Grünig                                                                        | 184       | Martti Kaarta                                                                      | 182       |
| 300m in ginocchio a squadre | Svizzera Otto Horber Albert Salzmann Marcio Ciocco Emil Grünig Karl Zimmermann   | 907       | Estonia Karl Jürgens Villem Jaanson Gustav Lokotar Heinrich Silber Leonhard Viljus | 869       | Finlandia Kullervo Leskinen Elis Ekman Lars Granbohm Lauri Kaarta Viljo Leskinen   | 857       |
| 300m in piedi               | Johannes Vilberg                                                                 | 172       | Olavi Elo                                                                          | 171       | Lucien Génot                                                                       | 167       |
| 300m in ginocchio a squadre | Finlandia Kullervo Leskinen Elis Ekman Lars Granbohm Lauri Kaarta Viljo Leskinen | 810       | Estonia Karl Jürgens Villem Jaanson Gustav Lokotar Heinrich Silber Leonhard Viljus | 804       | Svizzera Otto Horber Albert Salzmann Marcio Ciocco Emil Grünig Karl Zimmermann     | 781       |

#### Pistola
| Evento        | Oro                                                                                   | Oro       | Argento                                                                            | Argento   | Bronzo                                                                                    | Bronzo    |
| Evento        | Atleta                                                                                | Risultato | Atleta                                                                             | Risultato | Atleta                                                                                    | Risultato |
| 50m           | Torsten Ullman                                                                        | 555       | Walter Büchi                                                                       | 541       | Jacques Mazoyer                                                                           | 533       |
| 50m a squadre | Svizzera Hans Gämberni Walter Schaffner Ernst Flückiger Severin Crivelli Walter Büchi | 2650      | Finlandia Klaus Lahti Aatto Nuora Jaakko Rintanen Klaus Suokontu Tapio Vartiovaara | 2625      | Svezia Gustaf Bergström Bertil Gustafsson Helge Meuller Torsten Ullman Gottfrid von Rooth | 2622      |

#### Pistola a fuoco rapido
| Evento        | Oro                                                                               | Oro       | Argento                                                                               | Argento   | Bronzo                                                                           | Bronzo    |
| Evento        | Atleta                                                                            | Risultato | Atleta                                                                                | Risultato | Atleta                                                                           | Risultato |
| 25m           | Kārlis Kļava                                                                      | 54        | Pranas Giedrimas                                                                      | 54        | Erik Ljungqvist                                                                  | 54        |
| 25m a squadre | Finlandia Vilho Elo Erik Ljungqvist Arvo Odenvall Jaakko Rintanen Sulo Cederström | 67        | Lituania Pranas Giedrimas K. Srugga Antanas Jelenskas Antanas Karciauskas A. Mazeikis | 91        | Germania Fritz Bucherer Hans Funck Walter Hartwig Paul Jasper Cornelius van Oyen | 97        |

#### Bersaglio mobile
| Evento            | Oro            | Oro       | Argento     | Argento   | Bronzo      | Bronzo    |
| Evento            | Atleta         | Risultato | Atleta      | Risultato | Atleta      | Risultato |
| 100m tiro singolo | Rolf Bergersen | 203       | Herman Pyk  | 200       | Hans Aasnæs | 199       |
| 100m tiro doppio  | Olle Sköldberg | 190       | Hans Aasnæs | 185       | Herman Pyk  | 184       |

#### Fossa olimpica
| Evento      | Oro                                                                  | Oro       | Argento                                                         | Argento   | Bronzo                                                         | Bronzo    |
| Evento      | Atleta                                                               | Risultato | Atleta                                                          | Risultato | Atleta                                                         | Risultato |
| Individuale | Konrad Huber                                                         | 294       | Åke af Forselles                                                | 292       | Sándor Lumniczer                                               | 292       |
| A squadre   | Finlandia Åke af Forselles Werner Ekman Werner Heinonen Konrad Huber | 1155      | Germania Rudolf Sack Kurt Schöbel von Gramon A. von den Bongart | 1121      | Svezia Torsten Adlers Axel Ekblom Klas Kleberg Gunnar Lundgren | 1103      |

## Medagliere
Nazione ospitante
| Posiz. | Nazione     | Oro | Argento | Bronzo | Totale |
| ------ | ----------- | --- | ------- | ------ | ------ |
| 1      | Finlandia   | 10  | 13      | 8      | 31     |
| 2      | Estonia     | 10  | 3       | 7      | 20     |
| 3      | Svizzera    | 4   | 7       | 3      | 14     |
| 4      | Svezia      | 2   | 2       | 6      | 10     |
| 5      | Francia     | 2   | 1       | 4      | 7      |
| 6      | Norvegia    | 1   | 1       | 1      | 3      |
| 7      | Stati Uniti | 1   | 1       | 0      | 2      |
| 8      | Lettonia    | 1   | 0       | 0      | 1      |
| 9      | Lituania    | 0   | 2       | 0      | 2      |
| 10     | Germania    | 0   | 1       | 1      | 2      |
| 11     | Ungheria    | 0   | 0       | 1      | 1      |